# 豊橋球場
豊橋球場（とよはしきゅうじょう）は、愛知県豊橋市の「豊橋公園」内にあった市営の野球場。

## 概要
球場は両翼100m、中堅116mと両翼については公式戦規格を適合するが、バックネット裏のほか、アマチュア野球やソフトボールなどの大会でも対応できるよう設計されており、3試合が同時に開催できた。レフト・ライトのポール際にも簡易型のバックネットが常時設置されている。
スコアボードはパネル式の得点表示板のみである。※2013年にLED化
4機の照明がある。
野球やソフトボールの試合のほか、グラウンドゴルフやペタンクの使用実績がある。また、炎の祭典のメイン会場や豊橋まつりの特設ステージなど、豊橋市の各種イベント等にも利用されていた。

## 歴史
1948年（昭和23年）に開設され、豊橋市のメイン球場の役割を果たしていた。
1980年（昭和55年）に岩田運動公園内に豊橋市民球場が整備され、プロ野球公式戦や選抜高校野球の予選など集客を伴う試合は市民球場で行われるようになった。
以後は、アマチュア利用が中心となり、アクセスの良さから、少年野球、東三河の高校野球他、様々な大会が開催されていた。
2025年から2026年にかけて、市の西側沿岸エリアの豊橋総合スポーツ公園内に移設する計画が示された。
2024年（令和6年）3月31日　春季東三河高校野球　国府ー豊橋商業　をラストゲームに利用を停止
野球は硬式・軟式を問わず使用でき平日（夜間）も含めて稼働率が高い施設だったが、豊橋公園に多目的屋内施設（新アリーナ）を建設する予定地としていた公園北側に、朝倉川の家屋倒壊等氾濫想定区域（河岸侵食）が設定されていることが分かり、新たな建設予定地として現在豊橋球場として利用している土地を選定し、豊橋球場を解体し豊橋総合スポーツ公園内に移設するという計画が2023年6月に示された。しかし、移転予定先も津波の想定浸水域として豊橋市が指定する「特定避難困難地域」にあたることがわかり防災上の問題が指摘されている。
2024年（令和6年）11月10日投開票の豊橋市長選挙において、新人の長坂尚登が、現職で新アリーナ建設計画を推進していた浅井由崇を破り当選した。長坂新市長は同計画の中止を公約として当選しており、豊橋球場が存続する可能性が生じている（発注済みの球場設備の撤去工事は中断している）※東愛知新聞2024/11/13。

## 交通手段
- 豊橋鉄道東田本線 豊橋公園前停留場下車、徒歩で約10分（JR東海道本線・飯田線・名鉄名古屋本線 豊橋駅下車、乗換）。